# Mass Sarr Jr.
Mass Sarr Jr.   (Monròvia, 6 de febrer de 1973) és un exfutbolista liberià de la dècada de 1990.
Fou internacional amb la selecció de futbol de Libèria. Pel que fa a clubs, destacà a Olympique Alès, Hajduk Split i Reading FC.